# Rally Dakar de 2007
El Rally Dakar de 2007, la vigesimonovena edición de esta carrera rally raid, se realizó del 6 al 21 de enero de ese año. El trayecto total de esta versión, que se extendió entre Lisboa y Dakar, fue de 7915 km y se disputó por rutas de Portugal, España, Marruecos (con el Sahara Occidental incluido), Mauritania, Malí y Senegal. Fue el último rally Dakar llevado a cabo en África hasta el momento.
Esta edición del rally fue realizada por la organización francesa ASO y patrocinada por la empresa portuguesa Euromilhões. Participaron en total 187 coches, 250 motos y 88 camiones, de los cuales llegaron a la final 109, 132 y 59, respectivamente.

## Recorrido
| Etapa | Fecha       | Origen          | Destino         | Total (km)      | Especial (km)   |
| ----- | ----------- | --------------- | --------------- | --------------- | --------------- |
| 1     | 6 de enero  | Lisboa          | Portimão        | 464             | 117             |
| 2     | 7 de enero  | Portimão        | Málaga          | 545             | 67              |
| 3     | 8 de enero  | Nador           | Er Rachidia     | 648             | 252             |
| 4     | 9 de enero  | Er Rachidia     | Uarzazat        | 679             | 405             |
| 5     | 10 de enero | Uarzazat        | Tan-Tan         | 768             | 325             |
| 6     | 11 de enero | Tan-Tan         | Zouérat         | 817             | 394             |
| 7     | 12 de enero | Zouérat         | Atar            | 580             | 542             |
|       | 13 de enero | Día de descanso | Día de descanso | Día de descanso | Día de descanso |
| 8     | 14 de enero | Atar            | Tichit          | 626             | 589             |
| 9     | 15 de enero | Tichit          | Néma            | 497             | 494             |
| 10    | 16 de enero | Néma            | Néma            | 400             | 366             |
| 11    | 17 de enero | Néma            | Ayoûn el Atroûs | 280             | ---             |
| 12    | 18 de enero | Ayoûn el Atroûs | Kayes           | 484             | 257             |
| 13    | 19 de enero | Kayes           | Tambacounda     | 458             | 260             |
| 14    | 20 de enero | Tambacounda     | Dakar           | 576             | 225             |
| 15    | 21 de enero | Dakar           | Dakar           | 93              | 16              |

## Vencedores por etapas

### Coches

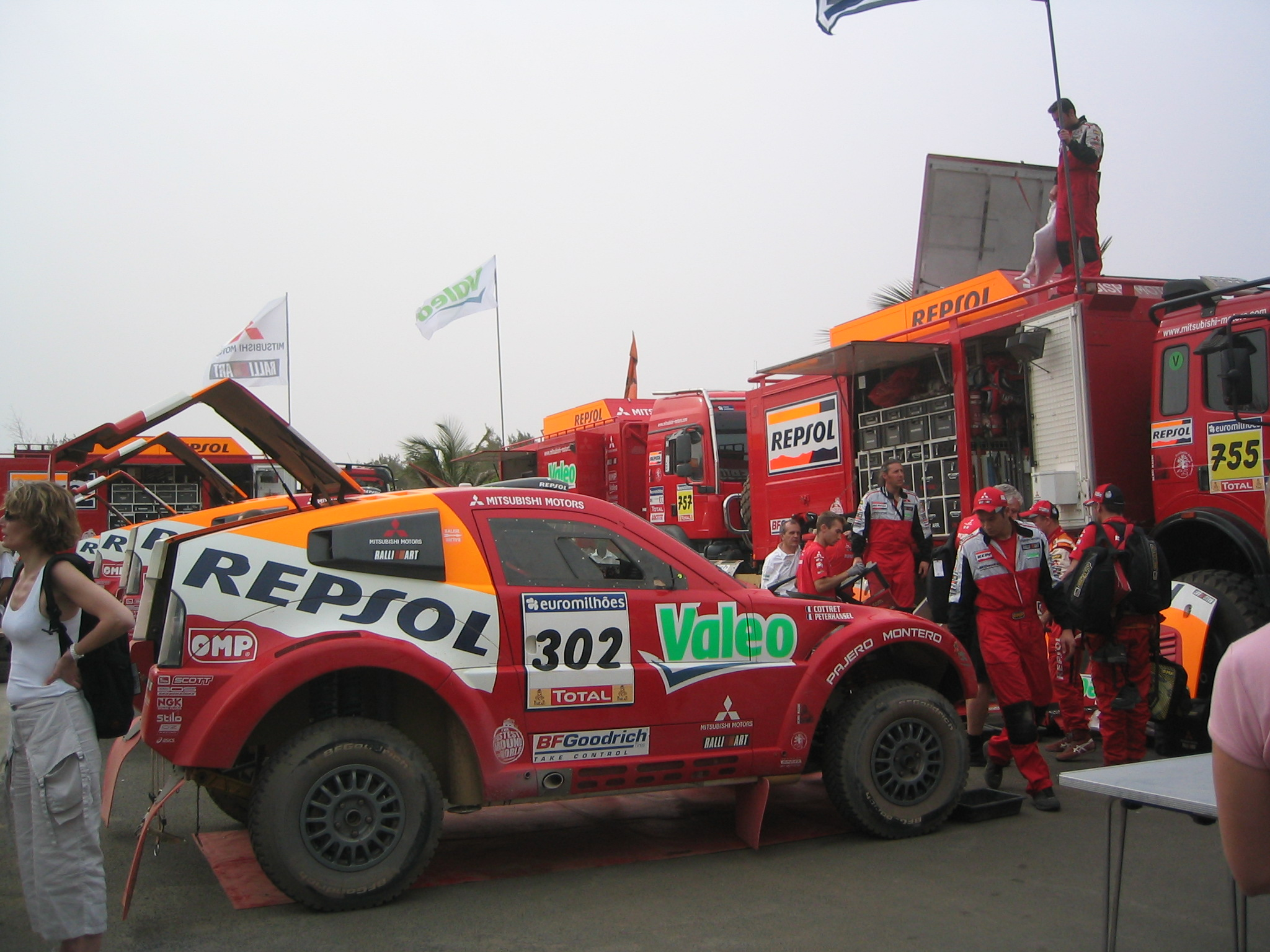
Mitsubishi Pajero 302 de Stéphane Peterhansel vencedor en coches.

| Etapa | Fecha       | Ganador                   | Marca                     | Tiempo                    |
| ----- | ----------- | ------------------------- | ------------------------- | ------------------------- |
| 1     | 6 de enero  | Carlos Sousa              | Volkswagen                | 1:20:38                   |
| 2     | 7 de enero  | Carlos Sainz              | Volkswagen                | 0:59:26                   |
| 3     | 8 de enero  | Giniel de Villiers        | Volkswagen                | 2:46:12                   |
| 4     | 9 de enero  | Jean-Louis Schlesser      | Ford                      | 3:59:54                   |
| 5     | 10 de enero | Carlos Sainz              | Volkswagen                | 3:36:39                   |
| 6     | 11 de enero | Robby Gordon              | Hummer                    | 2:58:57                   |
| 7     | 12 de enero | Giniel de Villiers        | Volkswagen                | 4:00:46                   |
|       | 13 de enero | Día de descanso           | Día de descanso           | Día de descanso           |
| 8     | 14 de enero | Giniel de Villiers        | Volkswagen                | 7:31:52                   |
| 9     | 15 de enero | Jean-Louis Schlesser      | Ford                      | 5:32:03                   |
| 10    | 16 de enero | Nasser Al-Attiyah         | BMW                       | 3:49:48                   |
| 11    | 17 de enero | Sin especial cronometrada | Sin especial cronometrada | Sin especial cronometrada |
| 12    | 18 de enero | Carlos Sainz              | Volkswagen                | 2:58:56                   |
| 13    | 19 de enero | Carlos Sainz              | Volkswagen                | 2:30:22                   |
| 14    | 20 de enero | Carlos Sainz              | Volkswagen                | 2:21:02                   |
| 15    | 21 de enero | Giniel de Villiers        | Volkswagen                | 0:07:42                   |

### Motos
| Etapa | Fecha       | Ganador                   | Marca                     | Tiempo                    |
| ----- | ----------- | ------------------------- | ------------------------- | ------------------------- |
| 1     | 6 de enero  | Ruben Faria               | Yamaha                    | 1:22:07                   |
| 2     | 7 de enero  | Helder Rodrigues          | Yamaha                    | 1:02:44                   |
| 3     | 8 de enero  | Marc Coma                 | KTM                       | 3:07:39                   |
| 4     | 9 de enero  | Marc Coma                 | KTM                       | 4:27:54                   |
| 5     | 10 de enero | Isidre Esteve             | KTM                       | 3:56:22                   |
| 6     | 11 de enero | Jordi Viladoms            | KTM                       | 3:45:45                   |
| 7     | 12 de enero | Cyril Despres             | KTM                       | 4:30:42                   |
|       | 13 de enero | Día de descanso           | Día de descanso           | Día de descanso           |
| 8     | 14 de enero | Marc Coma                 | KTM                       | 7:46:13                   |
| 9     | 15 de enero | Janis Vinters             | KTM                       | 6:08:51                   |
| 10    | 16 de enero | Helder Rodrigues          | Yamaha                    | 4:12:55                   |
| 11    | 17 de enero | Sin especial cronometrada | Sin especial cronometrada | Sin especial cronometrada |
| 12    | 18 de enero | Isidre Esteve             | KTM                       | 3:34:46                   |
| 13    | 19 de enero | Cyril Despres             | KTM                       | 3:00:56                   |
| 14    | 20 de enero | Jean de Azevedo           | KTM                       | 2:37:46                   |
| 15    | 21 de enero | Janis Vinters             | KTM                       | 0:08:42                   |

### Camiones
| Etapa | Fecha       | Ganador                   | Marca                     | Tiempo                    |
| ----- | ----------- | ------------------------- | ------------------------- | ------------------------- |
| 1     | 6 de enero  | Jan de Rooy               | Ginaf                     | 1:40:00                   |
| 2     | 7 de enero  | Cancelada                 | Cancelada                 | Cancelada                 |
| 3     | 8 de enero  | Vladímir Chagin           | Kamaz                     | 3:22:13                   |
| 4     | 9 de enero  | Vladímir Chagin           | Kamaz                     | 4:56:13                   |
| 5     | 10 de enero | Hans Stacey               | MAN                       | 3:41:59                   |
| 6     | 11 de enero | Hans Stacey               | MAN                       | 3:39:58                   |
| 7     | 12 de enero | Hans Stacey               | MAN                       | 4:51:44                   |
|       | 13 de enero | Día de descanso           | Día de descanso           | Día de descanso           |
| 8     | 14 de enero | Hans Stacey               | MAN                       | 8:58:49                   |
| 9     | 15 de enero | Wulfert van Ginkel        | Ginaf                     | 6:47:47                   |
| 10    | 16 de enero | Arjan Brouwer             | Ginaf                     | 4:36:22                   |
| 11    | 17 de enero | Sin especial cronometrada | Sin especial cronometrada | Sin especial cronometrada |
| 12    | 18 de enero | Hans Stacey               | MAN                       | 3:48:04                   |
| 13    | 19 de enero | Ales Loprais              | Tatra                     | 3:17:43                   |
| 14    | 20 de enero | Philippe Jacquot          | MAN                       | 2:53:44                   |
| 15    | 21 de enero | Arjan Brouwer             | Ginaf                     | 0:09:39                   |

## Clasificaciones finales
- Diez primeros clasificados en cada una de las tres categorías en competencia.

### Motos
| Rank. | Piloto                  | Marca  | Tiempo   |
| ----- | ----------------------- | ------ | -------- |
| 1     | Cyril Despres           | KTM    | 51:36:53 |
| 2     | David Casteu            | KTM    | 52:11:12 |
| 3     | Chris Blais             | KTM    | 52:28:59 |
| 4     | Pål Anders Ullevålseter | KTM    | 53:14:50 |
| 5     | Helder Rodrigues        | Yamaha | 54:07:34 |
| 6     | Janis Vinters           | KTM    | 54:21:14 |
| 7     | Michel Marchini         | Yamaha | 54:37:20 |
| 8     | Thierry Bethys          | Honda  | 55:03:26 |
| 9     | Jaroslav Katriňák       | KTM    | 55:17:03 |
| 10    | Jacek Czachor           | KTM    | 56:00:57 |

### Coches
| Rank. | Piloto               | Copiloto          | Marca              | Tiempo   |
| ----- | -------------------- | ----------------- | ------------------ | -------- |
| 1     | Stéphane Peterhansel | Jean-Paul Cottret | Mitsubishi Pajero  | 45:53:37 |
| 2     | Luc Alphand          | Gilles Picard     | Mitsubishi Pajero  | 46:01:03 |
| 3     | Jean-Louis Schlesser | Arnaud Debron     | Schlesser-Ford     | 47:27:34 |
| 4     | Mark Miller          | Ralph Pitchford   | Volkswagen Touareg | 48:03:53 |
| 5     | Hiroshi Masuoka      | Pascal Maimon     | Mitsubishi Pajero  | 48:38:08 |
| 6     | Nasser Al-Attiyah    | Alain Guehennec   | BMW X3             | 49:25:36 |
| 7     | Carlos Sousa         | Andreas Schulz    | Volkswagen Touareg | 51:04:31 |
| 8     | Robby Gordon         | Andy Grider       | Hummer H3          | 52:57:44 |
| 9     | Carlos Sainz         | Michel Perin      | Volkswagen Touareg | 53:19:22 |
| 10    | Stephane Henrard     | Brigitte Becue    | Volkswagen Buggy   | 54:22:06 |

### Camiones
| Rank. | Piloto             | Copiloto                             | Marca       | Tiempo   |
| ----- | ------------------ | ------------------------------------ | ----------- | -------- |
| 1     | Hans Stacey        | Charly Gotlib Bernard der Kinderen   | MAN         | 54:03:05 |
| 2     | Ilgizar Mardeev    | Aydar Belyaev Eduard Nikolaev        | Kamaz       | 57:13:57 |
| 3     | Aleš Loprais       | Petr Gilar                           | Tatra       | 58:48:35 |
| 4     | Wulfert van Ginkel | Willem Tijsterman Richard de Rooy    | GINAF       | 58:54:15 |
| 5     | André de Azevedo   | Maykel Justo Jaromír Martinec        | Tatra       | 59:19:02 |
| 6     | Philippe Jacquot   | Willy Alcaraz Toon van Genugten      | MAN         | 60:03:32 |
| 7     | Sergey Reshetnikov | Andrey Mokeev Eduard Kupriyanov      | Kamaz       | 61:50:47 |
| 8     | Arjan Brouwer      | Simon Koetsier Gerard van Veenendaal | GINAF       | 62:30:31 |
| 9     | Teruhito Sugawara  | Seiichi Suzuki Akira Koishizawa      | Hino Ranger | 65:05:47 |
| 10    | Franz Echter       | Detlef Ruf Edwin van Dooren          | MAN         | 65:13:08 |